# 1859 في روسيا
فيما يلي قوائم الأحداث التي وقعت خلال عام 1859 في روسيا.

## ظهور
- 1 يناير – جمعية الحشرات الروسية

## مواليد

### مارس
- 16 مارس – ألكساندر بوبوف فيزيائي روسي.

### أبريل
- 26 أبريل – نيكولا رومانو

## وفيات

### يونيو
- 23 يونيو – ماريا بافلوفنا من روسيا (مواليد 1786)